# Корнелия Постума
Корне́лия По́стума (лат. Cornelia Postuma; I век до н. э.) — единственный ребёнок бессрочного диктатора Луция Корнелия Суллы от брака с последней женой Валерией. 
Корнелия родилась после смерти своего отца. Впрочем, о её жизни и о жизни её матери после смерти Суллы ничего неизвестно.
Корнелия Постума стала второстепенной героиней романа Рафаэлло Джованьоли «Спартак» как дочь Спартака и Валерии Месаллы.